# IAME - Industrias Aeronáuticas y Mecánicas del Estado
IAME - Industrias Aeronáuticas y Mecánicas del Estado (Industries Aéronautiques et Mécaniques de l'État) était une entreprise d'État argentine créée en 1951 pour succéder à l'Institut de l'Aérotechnique, pour produire des avions, des tracteurs agricoles, des motos et des véhicules automobiles en Argentine.

## Histoire
Le 30 novembre 1951, par le décret N° 24.103, le président de la République d'Argentine, Juan Domingo Perón, officialise la création de la société d'État IAME pour assurer la fabrication d'avions, de tracteurs agricoles, de motos et de véhicules automobiles. Tous ces produits étaient jusqu'alors importés et la politique mise en œuvre par le Président Juan Perón était l'industrialisation par substitution aux importations, une forme de protectionnisme frisant l'autarcie. 
IAME va se substituer à l'Institut de l'Aérotechnique et l'opération devient opérationnelle l'année suivante. La société commence ses activités dans l'usine d'avions militaires située dans la province de Córdoba. L'intention présidentielle était de commencer par la production en série de véhicules à moteur le 1er novembre 1952.

### Des avions aux voitures
L'usine d'avions de Córdoba était en activité depuis 1927 et son personnel technique qualifié était spécialisé dans les fabrications liées à l'aéronautique. L'usine avait été conçue à cet effet, tout comme l'outillage, ce qui impliqua, pour produire des automobiles, des formations pour la reconversion du personnel devaient impérativement être organisées. Les ateliers de l'usine qui devaient produire les automobiles devaient également être entièrement réaménagés et un nouvel outillage installé. Ces modifications importantes dans l'activité de l'usine ont entraîné une augmentation du personnel de 55 %, atteignant neuf mille salariés.
La production automobile débute avec le modèle IAME Institec. Cette automobile économique avait un moteur deux temps et deux cylindres, fabriqué dans un des ateliers de l’usine. Un modèle pickup dérivé de la berline a été lancé peu après.
Parallèlement, les ingénieurs de IAME ont conçu et mis au point un petit véhicule utilitaire le Rastrojero, avec une cabine indépendante et une caisse ouverte d’une capacité de chargement de 500 kg. Il était équipé d'un moteur essence provenant de tracteurs agricoles en surplus de guerre, d'origine nord-américaine. Malgré son apparence rustique, il est lancé sur le marché en 1952. Véhicule robuste et fiable, il a été rapidement accepté par le public. La demande était importante et la production a réussi à suivre. Il a ensuite été décidé de remplacer le moteur essence par un moteur diesel. Après avoir analysé différents modèles, le moteur Borgward d'origine allemande développant 42 ch a été retenu. Pour fabriquer ce moteur localement, il a fallu construire la première usine argentine de moteurs à essence à Isidro Casanova.
À partir de 1952, IAME commence la production des motos Puma et du tracteur IAME Pampa. Au début de l'année 1952, afin de respecter la volonté gouvernementale de lancer sans délai la fabrication du premier tracteur argentin, IAME est missionné pour négocier avec un grand constructeur étranger de matériel agricole son aide pour concevoir et fabriquer le premier tracteur agricole national. Le décret présidentiel no 4075 du 11 août 1952 valide un accord de coopération négocié par IAME avec Fiat Trattori qui autorise IAME à créer une société filiale, IAME Fábrica de Tractores pour produire des tracteurs agricoles uniquement avec des composants nationaux.
Le choix des responsables argentins du modèle de référence est le tracteur allemand Lanz Bulldog d'une puissance de 50 ch. Fiat Trattori aide à la conception des ateliers de production et à l'industrialisation du modèle. Le premier exemplaire est fabriqué le 7 octobre 1952. Le 31 décembre, des tests en plein champ sont menés sur les quinze premiers exemplaires fabriqués équipés d'un moteur argentin de 55 ch. 
De son côté, Fiat Trattori Italie cherchait à implanter une usine en Argentine pour fabriquer localement ses matériels agricoles mais la procédure trainait en longueur. Les ventes du modèle Pampa ne décollant pas, IAME négocie les droits pour acquérir une licence de fabrication d'un modèle Fiat plus récent que le Pampa. FIAT accorde une licence à IAME Fábrica de Tractores pour produire son premier tracteur sous licence Fiat en juillet 1953. 
Le 28 juin 1954, Fiat livre les dernières machines-outils pour la nouvelle usine de tracteurs construite par IAME à La Ferreyra Córdoba et en même temps obtient l'autorisation pour créer une société filiale pour produire ses propres tracteurs. En fait, l'autorisation accordée à Fiat est plus complexe. Elle résulte d'une négociation dans laquelle Fiat peut créer une filiale nommée Fiat Someca Construcciones Córdoba S.A. plus simplement Fiat Concord qui doit racheter la division "IAME Fábrica de Tractores" ainsi que l'usine de Córdoba et poursuivre la fabrication du modèle IAME Pampa jusqu'en 1963. La production globale du modèle Pampa s'est élevée à 3 760 exemplaires en onze ans. 
En 1953, IAME présente la voiture de sport Justicialista avec une carrosserie en polyester. La gamme de voitures s'élargit ensuite avec la production des berlines Institec Graciela équipée d'un moteur 3-cylindres et de la berline Graciela Wartburg à quatre portes, du camion à capot Dinborg et des voitures à deux portes Borgward Isabella.
Après avoir vendu sa division machines agricoles en 1954 à Fiat, en 1956, IAME perd sa division automobiles qui devient indépendante et renommée IME - Industrias Mecánicas del Estado et le reste de IAME est renommé DINFIA (Direction Nationale des Usines et des Industries Aéronautiques).

### IME Automobiles
Dès sa création, la production d'automobiles par la nouvelle société IME est en croissance constante, passant de 3 964 unités en 1959 à 12 500 en 1975. Outre le Rastrojero, la gamme des véhicules utilitaires a été complétée par les camions de moyen tonnage O68 et F71. Sur la base de ces modèles IME, différentes versions ont été proposées, doubles cabines, fourgonnettes, minibus, ambulances, etc. Ces modèles ont satisfait pendant plusieurs années le marché argentin et ont été particulièrement utiles aux entreprises publiques.
Malheureusement, la politique anti-industrielle sous la dictature après le coup d'État qui a renversé le Président Juan Perón qui appliqua une politique de Réorganisation Nationale, mise en œuvre par le ministre de l'Économie, Martínez de Hoz, entraîne la fermeture définitive de IME S.A. par décret no 1448/80 du 11 avril 1980. La société comptait plus de 70 fournisseurs, 100 concessionnaires dans tout le pays et plus de trois mille employés. Son véhicule le plus populaire, le Rastrojero, avait dominé le marché argentin des pick-up diesel avec une part de marché de 78 %.
Au total, le constructeur automobile argentin a fabriqué 149.710 véhicules en presque 29 ans.

## Modèles produits
- Avions
  - IAe 22 (DL 22) (10 mai 1944- ?) production : 202 ex.
  - IAe 24 Calquin (Aigle royal) (1947-50) production : 100 ex.
  - IAe 27 Pulqui (Flèche) (9 août 1947) prototype
  - IAe 30 Ñamcú (Aigle) (18 juillet 1948) prototype
  - IAe 31 Colibrí (1947) production : 3 ex.
  - IAe 32 Chingolo (1949) prototype
  - IAe 33 Pulqui II (1951) production : 10 ex.
  - IAe 34 Clen Antú (Rayon de soleil) (juin 1949) prototype
  - IAe 35 Justicialista del aire (Justicier des airs) production : 47 ex.
  - IAe 38 Hörten (1954) prototype

- Moteurs d'avions
  - IAe R19 motor El Indio (1947)
  - Moteur El Gaucho Licence Wright Aircraft Engines de 1938

- Tracteur agricole
  - IAME Pampa : ± 5.000 ex.

- Automobiles
  - Justicialista Grand Sport (1953-55) : 167 exemplaires,
  - Justicialista Sport Coupé GT (1955) prototype,
  - Justicialista  Grand Sport V8 (1955)
  - Institec Justicialista Berline (1952-55) production : 179 ex.
  - Institec Graciela Berline (1956-61) production : 2.280 ex.
  - Graciela Wartburg (1962-64) production : 646 ex.
  - Borgward Isabella (1961-63) production : 999 ex.

- Moto Puma
  - 1re série 98 cm3 (1952/1956) : 10.056 ex.
  - 2e série 98 cm3 (1956/1963) : 56.928 ex.
  - 3e série 98 cm3 (1959/1966) : 11.332 ex.
  - 4e série 125 cm3 (1962/1966) : 25.423 ex.
  - 5e série 200 cm3 (1963/1966) : 1.936 ex.

- Utilitaires
  - Justicialista Pick Up / Furgón (1952-57) production : 2.660 ex.
  - Rastrojero 52 - (1952-66) : 2.365 ex. essence + 38.656 ex. diesel,
  - Rastrojero 68 - (1968-80)
  - Rastrojero F71/SM81 - (1969-79) : 3.276 ex.
  - Rastrojero O68/M91 - (1969-79) : 1.875 ex.
  - IAME Dinborg B-611 - (1960-62) : 1.296 ex.